# Moriusaq
Moriusaq (também chamado de Moriussaq) é um assentamento fechado na Gronelândia. Está situado no município de Qaasuitsup, no norte da Gronelândia. Recursos de caça e pesca na área são abundantes.

## Declínio da população
Moriusaq foi criada em 1963 e chegou a um pico da população em 1980, quando tinha 80 habitantes. Desde então, as famílias afastaram-se particularmente para Qaanaaq, onde a infraestrutura é melhor e os serviços são mais facilmente disponíveis.  Em 2010, somente 2 habitantes restavam - um pai e seu filho. Em setembro de 2010, eles também se retiraram do assentamento, e em dezembro do mesmo ano, a agência postal do local foi fechada. 